# Srebro diamin fluorid
Srebro diamin fluorid je topikalni lek koji se koristi za tretiranje i prevenciju karijesa i olakšavanje dentiske hiperzenzitivnosti. Srebro diamin fluorid je već decenijama dostupan u mnogim zemljama uključujući Kinu, Japan, Novi Zeland, Australiju i druge. Ovaj proizvod je FDA odobrila za prodaju u SAD u avgustu 2014 kao medicinsko sredstvo klase II za tretiranje dentinske hipersenzitivnosti.

## Klinička evidencija
Šest randomizovanih kliničkih ispitivanja potvrđuju znatnu delotvornost ovog materijala u zatvaranju šupljina zuba, jednostavnim sušenjem šupljine i unosom ovog materijal.
Dva randomizovana klinička ispitivanja potvrđuju efekte ovog leka u prevenciji formiraja šupljina, primenom na površine koje imaju šušljine. Četiri randomizovana klinička ispitivanja su potvrdila znatan impakt u sprečavanju formiranja šušljina.

## Nomenklatura
Razlike u nomenklaturi su dovodile do zabune. Srebro diamin fluorid je takođe poznat kao:
- srebro fluorid,
- srebro diamin fluorid,
- diamin srebro fluorid,
- amonijačni srebro fluorid